# Promiscuous (песня)
«Promiscuous» (с англ. — «Неразборчивые в связях») — песня канадской певицы Нелли Фуртадо из её третьего студийного альбома Loose (2006). Песня была написана Тимоти «Attitude» Клейтоном, Тимом «Timbaland» Мосли, Фуртадо и Нейтом «Danja» Хиллсом. Текст песни представляет собой разговор между мужчиной и женщиной, которые называют друг друга распутными. Песня была выпущена в качестве второго сингла альбома 25 апреля 2006 года.
Песня была хорошо принята музыкальными критиками, а некоторые критики назвали ее главным событием альбома. Песня «Promiscuous» имела международный успех и стала первым синглом Фуртадо номер один в США. Это был первый сингл номер один канадской исполнительницы с 1998 года после «I’m Your Angel» Ар Келли и Селин Дион в чарте Billboard Hot 100. Песня также возглавила чарт в Новой Зеландии и вошла в первую десятку многих европейских чартов.
Режиссером клипа выступил Little X. В нем Фуртадо и Тимбалэнд играют в «словесный пинг-понг», как описывает Фуртадо. В клипе также снялись Кери Хилсон, Джастин Тимберлейк и Бриа Майлз. Песня победила в номинации «Лучший поп-сингл года» на церемонии Billboard Music Awards 2006 и получила номинацию «Лучшее поп-сотрудничество с вокалом» на 49-й церемонии вручения премии «Грэмми», уступив песне Тони Беннетта и Стиви Уандера «For Once in My Life».

## История
Слова песни «Promiscuous» описывают две стороны отношений главного героя. Это была одна из первых песен, которую Фуртадо написала вместе с коллегой по лейблу Тимоти «Attitude» Клейтоном. Фуртадо назвала их совместную работу тем, чего она «никогда раньше не делала», и оценила процесс написания как «чрезвычайно свободный» из-за его другого подхода и стиля. Клейтон помог Фуртадо поэкспериментировать с интерпретацией персонажа «распутной девушки» и ее двусторонних отношений. Фуртадо также сказала, что в процессе написания текста «мы на самом деле флиртовали, поэтому песня получилась такой игривой», и что они с Клейтоном прозвали песню «The BlackBerry Song», потому что «все, что мы говорим в песне, можно отправить кому-нибудь по смс».

## Видеоклип
Режиссером клипа на песню выступил Little X, а в эпизодических ролях снялись Кери Хилсон, Бриа Майлз, Шон Фэрис и Джастин Тимберлейк. Он не имеет сюжетной линии и, по просьбе Фуртадо, сосредоточен на сценах с танцами и флиртом, поскольку она хотела воссоздать показательную атмосферу песни и впервые воспользовалась возможностью снять клип в ночном клубе. Фуртадо сказала о клипе: «Это целый танец, который продолжается. В нем есть тайна, веселье, игривая сексуальность, словесная игра в пинг-понг».
Премьера песни «Promiscuous» состоялась 3 мая 2006 года на MTV в программе TRL, где она достигла первого места, проведя двадцать один день в обратном отсчете. После дебюта на MuchMusic’s Countdown, она поднялась до первого места за неделю 28 июля 2006 года. На церемонии MTV Video Music Awards 2006 года песня была номинирована на награды за лучшее танцевальное, женское и поп-видео.

## Отзывы
Песня «Promiscuous» получила положительные отзывы музыкальных критиков. Роб Шеффилд из Rolling Stone посчитал ее главным событием в альбоме Loose. Особой похвалы удостоилось появление Тимбалэнда, который, по словам Шеффилда, добавил «школьный музыкальный вокал» Фуртадо к восьмидесяти ударам. The New Yorker счел песню «игривым обновлением» песни Джанет Джексон «Nasty», используя «более тяжелую и мрачную ритмическую основу». Рецензент AllMusic Стивен Томас Эрлевайн сравнил ее с «винтажным Принсом», назвав «Promiscuous» изюминкой перевоплощения Фуртадо.

## Список композиций
| - UK and European 2-track CD single 1. «Promiscuous» (Radio Edit) — 3:42 2. «Crazy» (Radio 1 Live Lounge Session) — 3:24 - Australian CD maxi-single 1. «Promiscuous» (Radio Edit) — 3:42 2. «Undercover» — 3:57 3. «Promiscuous» (The Josh Desi Remix) — 4:28 4. «Promiscuous» (Video) - European CD maxi-single 1. «Promiscuous» (Album Version) — 4:03 2. «Crazy» (Radio 1 Live Lounge Session) — 3:24 3. «Promiscuous» (The Josh Desi Remix) — 4:28 4. «Promiscuous» (Video) - Digital download (Remixes) 1. «Promiscuous» (Crossroads Vegas Mix) — 3:53 2. «Promiscuous» (The Josh Desi Remix) — 4:28 3. «Promiscuous» (Crossroads Mix Instrumental) — 3:53 4. «Promiscuous» (The Josh Desi Remix Instrumental) — 4:25 5. «Promiscuous» — 4:02 6. «Crazy» (Radio 1 Live Lounge Session) — 3:23 | - American 12-inch vinyl 1. «Promiscuous» (Radio Edit) — 3:42 2. «Promiscuous» (Album Version) — 4:03 3. «Promiscuous» (Instrumental) — 4:03 - American 12-inch vinyl (Remixes) 1. «Promiscuous» (Crossroads Mix — Main) — 3:53 2. «Promiscuous» (Crossroads Mix — Instrumental) — 3:53 3. «Promiscuous» (Josh P Girl Mix — Main) — 4:27 4. «Promiscuous» (Josh P Girl Mix — Instrumental) — 4:25 5. «Promiscuous» (Album Version) — 4:03 6. «Promiscuous» (Chinatown Remix Featuring Rick Ross, D.O.E. & Stack$) — 4:06 - European 12-inch vinyl 1. «Promiscuous» (Radio Edit) — 3:43 2. «Promiscuous» (Crossroads Vegas Mix) — 3:53 3. «Promiscuous» (The Josh Desi Remix) — 4:28 4. «Promiscuous» (Instrumental) — 4:03 - Axwell Remix — Single 1. «Promiscuous» (Axwell Remix) — 6:04 |

## Чарты

### Еженедельные чарты
| Чарт (2006)                           | Высшая позиция |
| ------------------------------------- | -------------- |
| Австралия (ARIA)                      | 2              |
| Австралия (ARIA Top 40 Urban Singles) | 1              |
| Австрия (Ö3 Austria Top 40)           | 2              |
| Бельгия/Фландрия (Ultratop 50)        | 6              |
| Бельгия/Валлония (Ultratop 50)        | 8              |
| Канада (Nielsen SoundScan)            | 1              |
| Канада (Billboard CHR/Top 40)         | 1              |
| Канада (Billboard Hot AC)             | 3              |
| СНГ (Tophit)                          | 5              |
| Хорватия (HRT)                        | 9              |
| Чехия (Rádio — Top 100)               | 6              |
| Дания (Tracklisten)                   | 1              |
| European Hot 100 Singles (Billboard)  | 5              |
| Финляндия (Suomen virallinen lista)   | 4              |
| Франция (SNEP)                        | 15             |
| Германия (GfK)                        | 6              |
| Венгрия (Rádiós Top 40)               | 4              |
| Венгрия (Dance Top 40)                | 2              |
| Исландия (IRMA)                       | 5              |
| Италия (FIMI)                         | 8              |
| Нидерланды (Dutch Top 40)             | 9              |
| Нидерланды (Single Top 100)           | 1              |
| Новая Зеландия (Recorded Music NZ)    | 1              |
| Норвегия (VG-lista)                   | 3              |
| Румыния (Romanian Top 100)            | 5              |
| Шотландия (Scottish Singles Chart)    | 5              |
| Словакия (Rádio Top 100)              | 2              |
| Швеция (Sverigetopplistan)            | 16             |
| Швейцария (Schweizer Hitparade)       | 6              |
| Великобритания UK Singles (OCC)       | 3              |
| Великобритания (UK R&B Chart)         | 2              |
| США Billboard Hot 100                 | 1              |
| США Adult Top 40 (Billboard)          | 27             |
| США Dance Club Songs (Billboard)      | 1              |
| США Hot R&B/Hip-Hop Songs (Billboard) | 22             |
| США Mainstream Top 40 (Billboard)     | 1              |
| США Pop 100 (Billboard)               | 1              |
| США (Billboard Rhythmic)              | 2              |

## Сертификации
| Регион | Сертификация  | Продажи    |
| --- | ------------- | ---------- |
| Австралия (ARIA) | 6× Платиновый | 420 000    |
| Бельгия (BEA) | Золотой       | 25 000*    |
| Бразилия (ABPD) | Бриллиантовый | 250 000    |
| Канада (Music Canada) | 5× Платиновый | 400 000    |
| Канада (Music Canada) · Ringtone | 3× Платиновый | 120 000*   |
| Дания (IFPI Danmark) | Платиновый    | 8000^      |
| Германия (BVMI) | 3× Золотой    | 450 000    |
| Италия (FIMI) | Золотой       | 35 000     |
| Новая Зеландия (RMNZ) | Золотой       | 5000*      |
| Швеция (GLF) | Золотой       | 10 000^    |
| Великобритания (BPI) | 3× Платиновый | 1 800 000  |
| США (RIAA) | 7× Платиновый | 7 000 000  |
| США (RIAA) · Mastertone | Платиновый    | 1 000 000* |
| * Данные о продажах приведены только на основе сертификации. · ^ Данные о тиражах приведены только на основе сертификации. · Данные о продажах + прослушиваниях приведены только на основе сертификации. |               |            |